# Petersius
Petersius is een monotypisch geslacht van straalvinnige vissen uit de familie van de Afrikaanse karperzalmen (Alestidae).

## Soort
- Petersius conserialis Hilgendorf, 1894